# محمد بن خليفة بن يوسف السويدي
محمد بن خليفة بن يوسف بن أحمد بن عبيد السويدي (25 ديسمبر 1945-)، دبلوماسي واقتصادي إماراتي، ولد في إمارة أبو ظبي في دولة الإمارات العربية المتحدة، وهو رئيس مجلس إدارة مجموعة بن يوسف ومالكها، شغل عدة مناصب سياسية ودبلوماسية حتى عام 2005.
سار على درب والده صاحب النفوذ المؤثر على الصعيدين الاقتصادي والسياسي في إمارة أبو ظبي فأسس أعماله التجارية الخاصة وعمل على توسيعها من شكلها التقليدي حتى أصبحت أكثر نجاحًا وتطورًا.

## مسيرته المهنية
حقق محمد بن خليفه السويدي سيرة مهنية طويلة ولامعة قضى معظمها في العمل في وزارة الخارجية، فشغل في بداية حياته المهنية منصب رئيس هيئة الأركان في قوة دفاع أبو ظبي حيث تدرج في رتبته العسكرية حين أنهى تعليمه المدرسي وتدريبه العسكري حتى أصبح رائدًا.
عُين بعد ذلك نائبًا لرئيس ديوان ولي عهد أبو ظبي لشؤون الدفاع في الفترة ما بين 1967 و1971 حيث عمل على دعم صاحب السمو الشيخ خليفة بن زايد آل نهيان حاكم إمارة أبو ظبي ورئيس دولة الإمارات والقائد الأعلى للقوات المسلحة في تنفيذ واجباته المحلية والدولية.
في الفترة ما بين 1972 و2001 حقق محمد بن خليفه الرتبة الدبلوماسية كسفير فوق العادة أثناء عمله كمدير عام لدائرة الشؤون الاقتصادية والتعاون الدولي في وزارة الخارجية الإماراتية، كما عمل وزيرًا للدولة كمستشار أول في ديوان عام وزير خارجية الإمارات خلال الفترة ما بين 2001 و2005  وذلك قبل إنهاء مسيرته الدبلوماسية.

## إسهاماته ودوره السياسي
قدم محمد بن خليفة بن يوسف إسهامات بارزة في إقامة العلاقات بين دولة الإمارات والحكومات الأجنبية والحفاظ عليها وخاصةً مع دول أوروبا وأفريقيا والاتحاد الروسي، كما قام بتشكيل ورئاسة العديد من اللجان لتيسير الاتصالات الدولية طوال سنوات عديدة.
وكجزء من وظيفته ومهامه اليومية فقد عمل محمد بن خليفة كعضو لمجلس السلك الدبلوماسي بوزارة الخارجية الإماراتية والذي ساهم في توسيع البعثات الدبلوماسية لجميع أنحاء العالم.
كما تولى منصب محافظ دولة الإمارات العربية المتحدة لدى بنك التنمية الإفريقي، وأسس وترأس كل من الشركة المشتركة بين الإمارات والسودان والشركة العربية المشتركة بين الإمارات ومصر.
وبالإضافة إلى تفرغه للقيام بواجباته فقد واصل مساهمته الكبيرة في توسيع الشبكة الدولية لبنك أبوظبي الوطني حيث شغل منصب عضو مجلس الإدارة لمدة 12 عام قبل أن يتحد البنك مع بنك الخليج الأول ليعرف باسم بنك أبو ظبي الأول، كما يعد أحد مؤسسي وأعضاء مجلس إدارة كلًا من بنك رأس الخيمة الوطني وشركة الخزنة للتأمين.

## حياته الخاصة
هو الابن الثاني لخليفة بن يوسف بن أحمد بن عبيد السويدي والأخ الأصغر لأحمد بن خليفة بن يوسف، والدته هي مريم بنت أحمد بن خليفة بن خميس بن يعروف السويدي والزوجة الأولى لخليفة بن يوسف.
تزوج محمد بن خليفة مرتين: زوجته الأولى هي شيخة بنت محمد السويدي، وأنجبت له أربعة أبناء وبنت، زوجته الثانية هي موزة بنت أحمد بن خليفة السويدي، أكبر أبناء خاله أحمد بن خليفة السويدي الممثل الشخصي لرئيس دولة الإمارات العربية المتحدة، وأنجبت أربعة من الأبناء وسبعة من البنات.